# Triviale ring
Een triviale ring of nulring is een ring die op een singleton, {\displaystyle \{r\}} is gedefinieerd. De ring bewerkingen + en × zijn triviaal:
{\displaystyle r\times r=r}
{\displaystyle r+r=r}
Deze ring is commutatief. Het enige element is zowel het additieve en het multiplicatieve identiteitselement, dat wil zeggen, 
{\displaystyle r=0=1}
Een ring {\displaystyle R} is triviaal dan en slechts dan als 1 = 0, aangezien deze gelijkheid dit voor alle {\displaystyle r} impliceert, geldt binnen {\displaystyle R}
{\displaystyle r=r\times 1=r\times 0=0}
Elke twee triviale ringen zijn isomorf, zodat men ook spreekt van de triviale ring. De triviale ring wordt ook de nulring genoemd, omdat {0}, waar 0 correspondeert met het getal 0, een ring is onder de bewerkingen van optellen en vermenigvuldigen.